# Hyundai Genesis

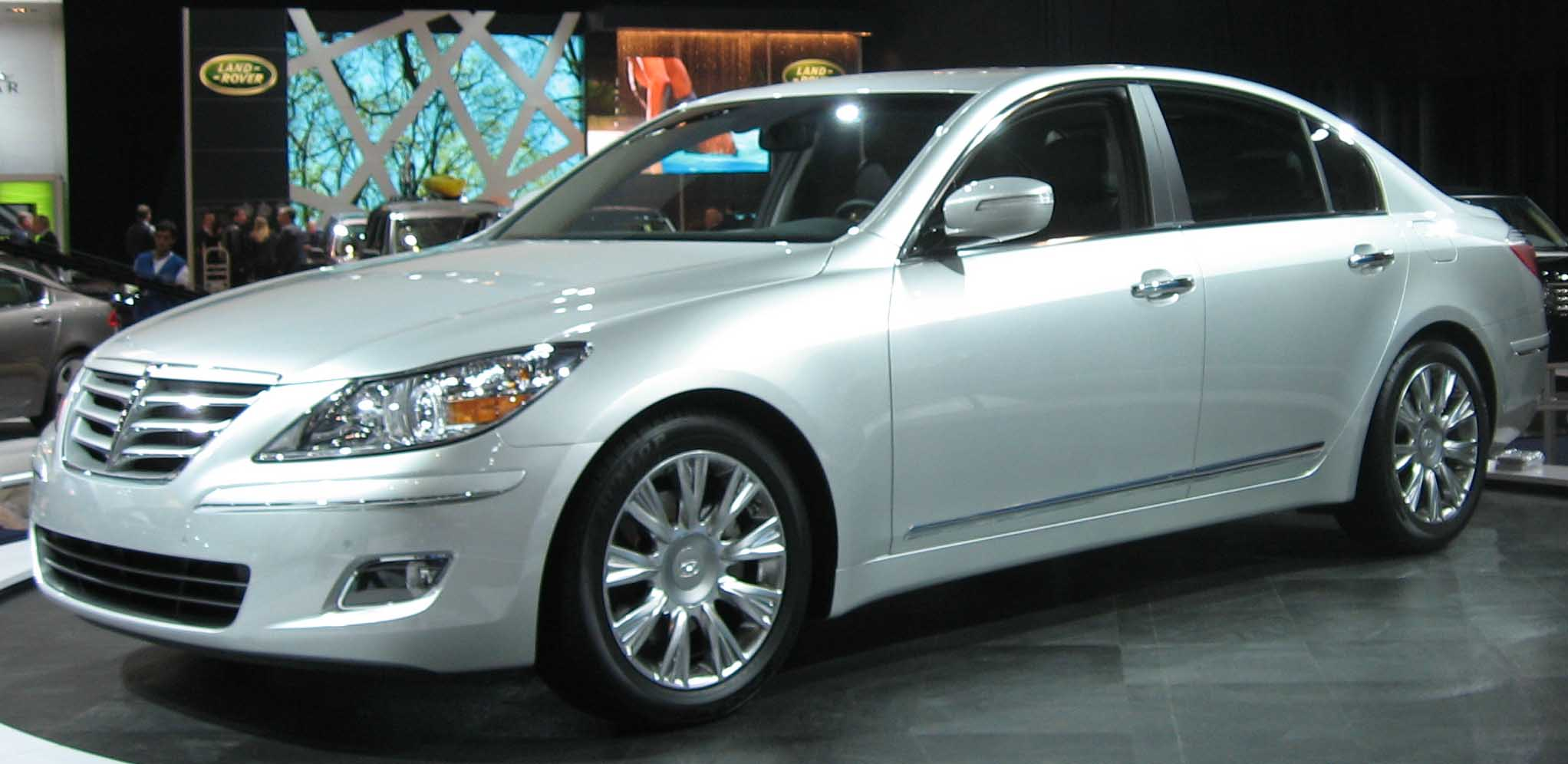
Hyundai Genesis en el Salón del Automóvil de Nueva York de 2008.

El Hyundai Genesis o Dynasty es un automóvil de turismo del segmento F producido por el fabricante surcoreano Hyundai Motor Company desde el año 2008. Es un cinco plazas con carrocería sedán, motor delantero longitudinal y tracción trasera que usa la misma plataforma que Hyundai Genesis Coupe. Sería el modelo de lujo y según la marca, el Genesis se enfrentará al Audi A8, al BMW Serie 7, al Infiniti Q, al Lexus LS y al Mercedes-Benz Clase S.
El Genesis se puso a la venta en Corea del Sur en enero de 2008, sin usar emblemas Hyundai, finalmente el modelo pasaría a ser el primer modelo de la nueva marca Genesis Motors la división de vehículos de lujo de Hyundai.

## Primera generación (2008-2013)
El Genesis fue anunciado en Seúl, Corea. Luego fue presentado en el Salón Internacional del Automóvil de América del Norte, edición del 2008. En su primera edición del Genesis se presentó en tres motorizaciones: Sus dos motores son gasolina V6: un 3.3 litros de 268 CV y un 3.8 litros de 310 CV. A fines de 2008 se añadirá un V8 de 4.6 litros y aproximadamente 380 CV. La única caja de cambios disponible es una automática de seis marchas.

## Segunda generación (2013-2017)
En el año 2013 se presenta la segunda generación del Genesis, con un nuevo diseño.